# Colostygia autumnalis
Colostygia autumnalis är en fjärilsart som beskrevs av Dioszeghy 1930. Colostygia autumnalis ingår i släktet Colostygia och familjen mätare. Inga underarter finns listade i Catalogue of Life.